# Ottenby kungsgård

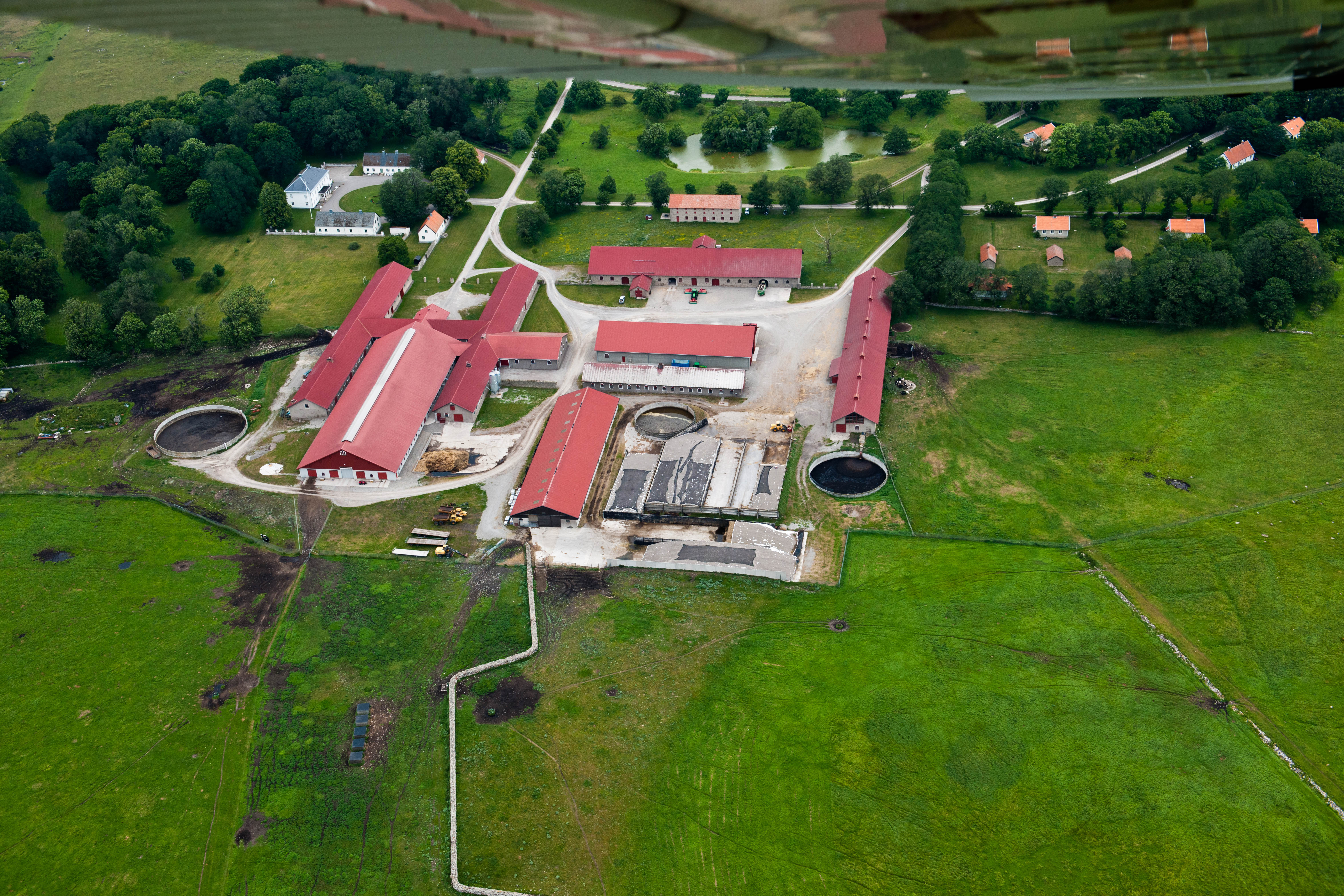
Flygbild.

Ottenby kungsgård är en herrgård i Ås socken,  Mörbylånga kommun, belägen på Ölands sydspets. 

## Historik
Under medeltiden omfattade Ottenby 19 gårdar och tillhörde Nydala kloster. Gårdarna drogs in av Gustav Vasa och gjordes till kungsladugård med schäferi och stuteri. Ett statligt stuteri för hästar till armén fanns 1831-1892. Även senare fortsattes stuteriverksamheten och många framgångsrika halvblodshästar föddes upp på Ottenby. Till kungsgårdens byggnader hör huvudbyggnaden med flyglar, ruiner av äldre uthusbyggnader, samt Karl X Gustavs mur, som begränsade kronans egendom mot norr och uppfördes 1654–1655 för att stänga in de kungliga dovhjortarna i lunden. 
Huvudbyggnaden uppfördes 1804 efter ritningar av hovintendent Carl Fredrik Sundvall. Det är en vitputsad stenbyggnad med valmat tak. Flygelbyggnaderna är uppförda i kalksten under slutet av 1700-talet. Sedan 1935 är Ottenby kungsgård ett statligt byggnadsminne. Gården ägs av Statens fastighetsverk och brukas av familjen Wiström.
Namnet nämns första gången i skrift ecclesie de Othanby 1279 och Othamaby 1293 och används före 1300 som sockennamn. Det innehåller antagligen genitivformen Otama- av mansnamnet Otami dvs. 'den o-tama, den otämjda, den motspänstige'.[källa behövs]